# Белый домовый гриб
Бе́лый домо́вый гриб, или Антро́дия изви́листая (лат. Antrodia sinuosa) — вид грибов, входящий в род Антродия (Antrodia) семейства Фомитопсисовые (Fomitopsidaceae). Один из широко распространённых грибов, вызывающих бурую гниль хвойных пород деревьев.

## Описание
Плодовые тела однолетние, распростёртые, с возрастом иногда достигающие 20 см, толстые, жёсткие, с белыми утолщёнными или, наоборот, утончёнными краями. Спороносная поверхность (гименофор) бело-кремовая или светло-коричневая, с угловатыми или неправильно извилистыми порами.
Гифальная система димитическая, цистиды отсутствуют. Базидии с 4 спорами, булавовидной формы. Споры обычно цилиндрические, неокрашенные, неамилоидные, 4—6×1—2 мкм.
На плодовых грибах этого вида иногда паразитирует аскомицет Calcarisporium arbuscula Preuss, 1851.

### Сходные виды
Антродия извилистая достаточно легко определяется по неправильным порам на гименофоре и по светло-коричневым высушенным плодовым телам.
- Antrodiella rata (G.Cunn.) P.K.Buchanan & Ryvarden, 1988
- Ceriporiopsis aneirina (Sommerf.) Domanski, 1963
- Flaviporus americanus (Ryvarden & Gilb.) Ginns, 1984
- Haploporus papyraceus (Schwein. ex Cooke) Y.C.Dai & Niemelä, 2003 [syn.  Pachykytospora papyracea (Schwein. ex Cooke) Ryvarden, 1972][1]
- Oxyporus corticola (Fr.) Ryvarden, 1972
- Oxyporus latemarginatus (Durieu & Mont.) Donk, 1966

## Ареал и экология
Гриб широко распространён по всей бореальной зоне Северного полушария — в Евразии, Северной Америке и Северной Африке. Также известен из Новой Зеландии. Произрастает на древесине различных хвойных пород, в Новой Зеландии — на метросидеросе.

## Таксономия

### Название
Существуют два равных базионима — Polyporus sinuosus Fr., 1821 и Poria vaporaria Pers. : Fr., 1821. Поскольку под названием Poria vaporaria часто понимались разные грибы, многие авторы считают предпочтительным Polyporus sinuosus (≡Antrodia sinuosa). Таксон с эпитетом vaporarius в род Антродия переведён не был.
Видовой эпитет sinuosa означает «искривлённая, извилистая». vaporaria означает «дымчатая».

### Синонимы
- Amyloporia sinuosa (Fr.) Rajchenb., Gorjón & Pildain, 2011
- Boletus vaporarius (Pers.) Pers., 1801
- Coriolellus sinuosus (Fr.) A.K.Sarkar, 1959
- Coriolellus vaporarius (Pers.) Domanski, 1965
- Coriolus galzinii (Bres.) Bondartsev & Singer, 1941
- Coriolus sinuosus (Fr.) Bondartsev & Singer, 1941
- Coriolus vaporarius (Pers.) Bondartsev & Singer, 1941
- Irpex galzinii Bres., 1908
- Physisporus sinuosus (Fr.) Gillet, 1878
- Physisporus vaporarius (Pers.) Gillet, 1878
- Polyporus sinuosus Fr., 1821basionym
- Polyporus vaporarius (Pers.) Fr., 1818
- Polystictus sinuosus (Fr.) Lloyd, 1917
- Poria sylvestris Romell ex D.V.Baxter, 1932
- Poria sinuosa (Fr.) Cooke, 1886
- Poria sinuosa subsp. vaporaria (Pers.) Bourdot & Galzin, 1925
- Poria vaporaria Pers., 1794
- Spongiporus sinuosus (Fr.) Aoshima, 1967
- Trametes galzinii (Bres.) Pilát, 1940
- Trametes sinuosa (Fr.) Cooke & Quél., 1878
- Tyromyces vaporarius (Pers.) M.P.Christ., 1960